# Jakub Kafka
Jakub Kafka (ur. 16 października 1976) – czeski piłkarz, grający na pozycji bramkarza. Jest wychowankiem Slavoja Český Těšín, w swojej karierze występował między innymi w Baníku Ostrawa, Dynamie Czeskie Budziejowice czy MFK Karwina.